# Кутателадзе, Геннадий Платонович
Геннадий Платонович Кутателадзе (25 августа 1931, Маргилан, Узбекская ССР, СССР — 30 марта 2015, Бишкек, Кыргызстан) — советский и киргизский архитектор, заслуженный архитектор Киргизской ССР (1974).

## Биография
В 1957 г. окончил Московский архитектурный институт, получил специальность архитектора широкого профиля.
С 1957 по 1961 гг. — работал в ГПИ «Киргизгипрострой», где прошёл путь от рядового архитектора до главного архитектора проектов. В 1971 году переведён в распоряжение Фрунзенского горисполкома начальником Главного архитектурно-планировочного управления, затем был главным архитектором города Фрунзе.
Член Союза архитекторов СССР с 1958 г. В составе коллектива участвовал в разработке проекта детальной планировки центра города Фрунзе.
В 1971—1975 гг. избирался депутатом городского Совета народных депутатов города Фрунзе.

## Основные объекты
- 1963 г. — здание центральной аптеки в городе Фрунзе (в составе коллектива),
- 1967 г. — музей М. В. Фрунзе (в составе коллектива); Здание института «Киргизгипросельстрой» в городе Фрунзе,
- 1969 г. — комплексная серия типовых проектов одноэтажных жилых домов для северных районов Киргизии (в составе коллектива),
- 1970 г. — центральный корпус института животноводства в поселке им. Фрунзе,
- 1971 г. — здание Министерства строительства Киргизской ССР в городе Фрунзе,
- 1973 г. — здание института «Киргиздортранспроект» (в составе коллектива),
- 1974 г. — клуб на 600 мест в совхозе им. Карла Маркса Кантского района Киргизской ССР (в составе коллектива),
- 1976 г. — гостиница «Пишпек» в городе Фрунзе (в составе коллектива),
- 1981 г. — микрорайон «Кок-Джар» в городе Фрунзе (в составе коллектива),
- 1983 г. — «Ошский базар» (в составе коллектива);
- 1984 г. — комплексное освещение Ленинского проспекта в городе Фрунзе (в составе коллектива); Центральная площадь города Фрунзе им. В. И. Ленина (в составе коллектива),
- 1986 г. — здание Киргизагропрома в городе Фрунзе (в составе коллектива); Здание информационно-вычислительного центра Минфина и Минплодоовощхоза в городе Фрунзе (в составе коллектива).

## Конкурсные работы
- 1958 г. — Республиканский конкурс. Мавзолей Токтогула Сатылганова (в составе коллектива, поощрительная премия);
- 1967 г. — Республиканский конкурс. Серия проектов одноэтажных одно-, двухквартирных жилых домов для сельского строительства в Киргизской ССР (в составе коллектива, II премия);
- 1970 г. — Всесоюзный конкурс. Планировка и застройка центральной усадьбы совхоза «Аламедин» Кантского района Киргизской ССР (в составе коллектива, II премия); гостиница «Интурист» в городе Фрунзе (в составе коллектива, поощрительная премия);
- 1972 г. — Республиканский конкурс. Музей изобразительных искусств в городе Фрунзе (в составе коллектива, III премия).

## Награды и звания
Награждён орденом Трудового Красного Знамени (1971), медалями «За доблестный труд. В ознаменование 100-летия со дня рождения В. И. Ленина» (1970), «Ветеран труда» (1984), почетной грамотой Президиума Верховного Совета Киргизской ССР (1971), грамотой Президиума Верховного Совета Киргизской ССР (1982).
Заслуженный архитектор Киргизской ССР (1974).